# Вильгельм I (граф Юлиха)

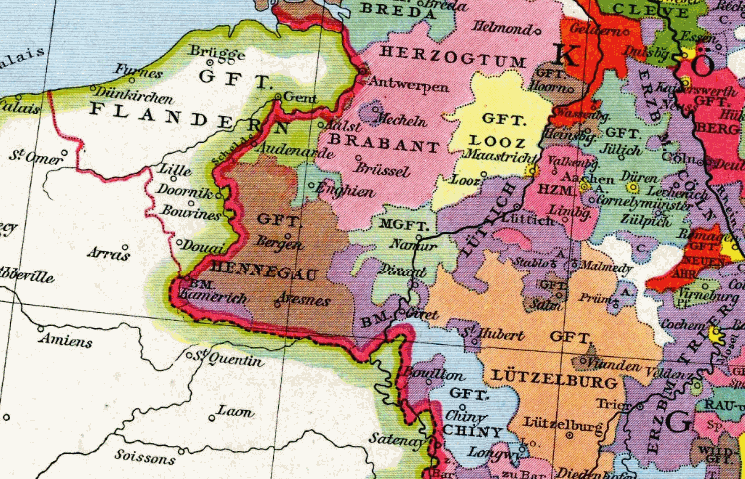
Графство Юлих на карте северо-западной Германии начала XIII в.

Вильгельм I (Wilhelm I) (р. ок. 1120, ум. после 1176) — граф Юлиха с 1142, фогт монастырей Св. Гереона и Св. Куниберта в Кёльне.
Происхождение Вильгельма I точно не выяснено: наиболее вероятно — сын Герхарда IV, другая версия — какой-либо более дальний родственник.
Граф Юлиха с 1142. Первые год или два правил совместно с Герхардом, сыном Герхарда IV.
Через владения юлихских графов проходила дорога из Кёльна в Ахен, что давало Вильгельму определённый политический вес. Во внутригерманских вопросах он был сторонником Штауфенов.
Имя и происхождение жены Вильгельма I пока не установлены. Известны трое его детей:
- Вильгельм II Большой (р. ок. 1145, ум. 1207), граф Юлиха.
- Герхард (р. ок. 1147, ум. после 1198), граф Юлиха.
- Ютта (ум. после 1190), муж — Эберхард II фон Хенгебах. Их сын Вильгельм унаследовал Юлих.

Вильгельм I — первый, кто носил титул графа Юлиха. Его предшественники титуловались графами в Юлихгау.